# Relaciones Bélgica-Venezuela
Las relaciones Bélgica-Venezuela son las relaciones internacionales entre Venezuela y Bélgica. El comercio en estas relaciones se basa en la exportación de diamantes. Se consideran fuertes sus relaciones diplomáticas. Estas relaciones se formalizaron en 1884.

## Historia
El rey Leopoldo de Bélgica visitó Venezuela en 1954, durante la dictadura de Marcos Pérez Jiménez. El 7 de mayo Leopoldo donó al Museo de Ciencias Naturales de Caracas varios artefactos de valor antropológico procedentes del Congo Belga. Leopoldo afirmó que los objetos representaban el aprecio y la simpatía de Bélgica al gobierno venezolano por la ayuda que prestó a la expedición de exploración del territorio Amazonas en 1952. El director del museo, Josep María Cruxent, recibió la donación.

## Comercio
Con respecto al comercio, esta se basa en la exportación de diamantes por parte de Venezuela, en la cual se considera que Venezuela cumple todas las reglas dentro de esta área y que posee una minería responsable. Sin embargo el gobierno de Bélgica se encuentra preocupado por la actual situación de Venezuela. Al juicio del canciller de Bélgica Didier Reynders, también expresa una gran preocupación sobre el cumplimiento de los derechos humanos en Venezuela. El comercio se basa en la exportación de diamantes.

## Relaciones diplomáticas
- Bélgica posee una oficina diplomática en Caracas.[5]
- Venezuela posee una embajada en Bruselas.[6]